# عبد الله الشريف (صانع محتوى)
عبد الله الشريف (مواليد 25 مايو 1978) شاعر، ومدوِّن، ويوتيوبر، وناقد مصري، ومُقدِّم برامج سياسية ساخرة. اشتهر بنقده اللاذع للحكومة المصرية والرئيس المصري عبد الفتاح السيسي. ينسبه الإعلام المصري لجماعة الإخوان رغم تصريحه لوكالة الأناضول بعدم الانتماء إلى أي جماعة أو حزب سياسي.

## بدايته
كانت بدايته مع إصدار أول قصيدة ونشرها على موقع اليوتيوب بتاريخ 19 يناير 2013، وكانت القصيدة بعنوان «الأستاذ أبو لهب بن عبد مناف»، والتي لاقت رواجًا بعد ذلك.

## برامج
- قدم برنامج الشاب أشرف على موقع يوتيوب.
- برنامج «حودة وعبودة» على قناة الجزيرة مباشر.[6]
- برنامج «بُص» على قناة الجزيرة مباشر، يناقش فيه تصحيح بعض المفاهيم في الثقافة العربية.[7]
- برنامج «توك شو» على موقع يوتيوب يقوم بالتعليق على الأحداث التي تمر بها دول الربيع العربي وعلى رأسها مصر.

### الشاب أشرف
في أوائل 2014 قدّم عبد الله الشريف شخصية «الشاب أشرف» من خلال مقطع بعنوان أشرف وابتسام، والتي لاقت شهرة كبيرة على مواقع التواصل الاجتماعي ثم في أغسطس 2014 قدّم الموسم الأول من البرنامج، وأصبحت الحلقات تتصدر قائمة اليوتيوب في مصر، وحصلت قناة الشاب أشرف على يوتيوب على درع اليوتيوب الفضي وشهادة تميّز من موقع جوجل.
تدور حلقات البرنامج حول شخصية الشاب أشرف، وهو شخصية يظهر منافقًا ومتملقًا للنظام الحاكم في مصر بعد 3 يوليو 2013، ويتعرّض من خلال ذلك للأحداث الجارية والتصريحات السياسية لأعضاء النظام الحاكم من خلال مواقف ساخرة. وقد أذاعت قناة الجزيرة مباشر مصر عدة حلقات من البرنامج في برنامج إبداع الاحتجاج. وتداولت حلقات البرنامج عدة مواقع إخبارية مثل: موقع جريدة المصريون. وجريدة الشعب، ومصر العربية، وبوابة الحرية والعدالة. توقف عن تقديم برنامج الشاب أشرف نهائيا على قناته بيوتيوب للتفرغ للعمل على برنامج عبد الله الشريف.

### برنامج عبد الله الشريف
يُقدم عبد الله الشريف برنامج سياسي ساخر على موقع يوتيوب في الخميس الساعة الثامنة مساءً بتوقيت مصر من كل أسبوع، يقوم فيه بالتعليق على الأحداث التي تمر بها الدول العربية فيما بعد الربيع العربي خاصةً مصر، مهاجمًا فيه حكومة عبد الفتاح السيسي، وقد اقترب عدد مشتركي القناة الي ٥ ملايين مشترك.

### التسريبات
تولى عبد الله الشريف نشر تسريبات لشخصيات ذات نفوذ قوي في نظام الرئيس عبد الفتاح السيسي تكشف قضايا فساد داخل النظام:
- نشر عبد الله الشريف الخميس 19 مارس 2020، تسريبًا اعتبره كثيرون «صادمََا» لمجند من الكتيبة «103 صاعقة» بالجيش المصري وهو يقطع أصابع يد شاب عشريني من أهالي سيناء، قبل أن يشعل فيه النيران داخل حفرة في الصحراء. وقال الشريف إن الضابط التقط هذا الفيديو للتفاخر بفعلته، قبل أن يتسرب ويصل للشريف نسخة منه. أثار هذا التسريب غضبًا كبيرًا على مواقع التواصل الإجتماعي لكن إعلاميون مقربون من نظام السيسي اعتبروه مفبركََا. قال عبد الله الشريف لاحقًا إن هذا الضابط لم يحاكم ومازال يمارس مهامه صلب الجيش.[21][22]
- قبل إجراء الإنتخابات البرلمانية المصرية 2020، خرج عبد الله الشريف في حلقة استثنائية من برنامجه يوم الجمعة 23 أكتوبر 2020، وقام بنشر تسريب لمكالمة دارت بين النائب والمرشح البرلماني عبد الرحيم علي وزوج ابنته المستشار بمجلس الدولة ماجد منجد. تضمن هذا التسريب كيل السباب للدولة المصرية وقانونها قائلا: «أنا فوق القانون» كما تحدى في التسريب الرئيس عبد الفتاح السيسي بأنه لا يستطيع محاسبته أو محاكمته. ومستطردا في التأكيد على عدم خضوعه للقانون، قال علي، إنه يملك من المستندات والتسريبات مما يجعله «فوق القانون»، معاودًا سب القانون بألفاظ بذيئة، الأمر الذي جعل الطرف الآخر في المكالمة (زوج ابنته) يظهر تحفظا واضحا على حديثه. قال عبد الرحيم لاحقا إن «هذا التسريب مفبرك وغير حقيقي وأنه موجود في فرنسا ولم يهرب»، بينما خرجت نتائج الإنتخابات والتي ٱعلن فيها عن هزيمته.[23][24][25]

- نشر عبد الله الشريف تسريبََا مطولاََ الخميس 9 ديسمبر 2021 وهو عبارة عن مكالمة هاتفية دارت بين اللواء بالجيش «فاروق القاضي» مع سيدة تدعى «ميرفت محمد علي»، قال الشريف إن كليهما يعمل مستشاراََ لدى الرئيس السيسي: ويتمحور حديث القاضي مع ميرفت حول مشاريع للهيئة الهندسية للقوات المسلحة، يتم من خلالها تمرير عقود بناء محطات ومشاريع للهيئة التي يشرف عليها ضباط في الجيش. ويمنح اللواء فاروق القاضي 2 مليون جنيه كرشوة لميرفت محمد علي، مقابل كل مشروع تقوم بتمريره له. ويشير التسريب إلى أن كافة هذه المشاريع يتم تمريرها إلى الجيش دون طرحها في مناقصات عامة. اللافت أن اللواء القاضي شريك في مكتب محاماة واستشارات قانونية، وقال في التسريب إنه يتقصد وضع أسماء ضباط وألوية في العقود، بهدف «إرهاب» المعترضين عليها. وبحسب عبد الله الشريف، فإن أرقام الرشاوى والفساد في تسريب واحد فقط وصلت إلى 68 مليون جنيه. وركز الشريف في التسريب على حديث اللواء القاضي عن سرقة 160 قطعة أثرية من قبل ضباط في أعمال حفر وبناء منتزه في الإسكندرية. كما قال القاضي في حديثه لميرفت إنه في حال انتقالها إلى العاصمة الإدارية الجديدة سيتم منحها فيلا سكنية قيمتها 6 ملايين جنيه، ستدفع هي فقط 750 ألف جنيه بالأقساط، فيما ستتولى الدولة دفع الباقي.[26][27][28]
- في يوم الجمعة الموافق 22 نوفمبر عام 2024 نشر عبد الله الشريف تسريبًا مرفق معه ملف باوربوينت ادعى انه من أحد الضباط في الجيش المصري, كان التسريب عبارة عن دراسة أجرتها الهيئة الهندسية للقوات المسلحة المصرية بتاريخ 13 أغسطس عام 2014, كان الغرض من الدراسة توضيح تأثير حفر قناة السويس الجديدة (من علامة كم 61 إلى علامة كم 95 ترقيم قناة) على تأمين عبور القوات للجانب الشرقي من قناة السويس وأعمال التجهيز الهندسي في حالة حدوث أي توتر عسكري او حرب, قال عبد الله الشريف ان هذه الدراسة تمت عندما طلب الرئيس المصري عبد الفتاح السيسي حفر قناة السويس الجديدة والتي تم افتتاحها 6 أغسطس عام 2015, قال عبد الله الشريف ان القوات المسلحة متمثلة في وزارة الدفاع طلبت من الهيئة الهندسية للقوات المسلحة القيام بدراسة تفصيلية عن تأثير حفر قناة السويس الجديدة, وخلصت الدراسة إلى أن حفر التفريعة الجديدة من قناة السويس يمثل خطرا جسيما على الأمن القومي المصري, وخصوصا من ناحية تأمين دخول القوات المصرية من الضفة الغربية إلى الضفة الشرقية للقناة ,حيث ان حفر القناة سيسبب تأخيرا بمقدار 34 دقيقة عند عبور القوات لقطاع جنوب الإسماعيلية, و 21 دقيقة عند عبور القوات لقطاع شمال الإسماعيلية, وذُكِرَ في التسريب انه للتغلب على زمن التأخير الناتج عن حفر قناة السويس الجديدة يتطلب زيادة عدد كباري العبور وإنشاء عدة كتائب مما يكلف ملايين من الجنيهات المصرية.[29]

## جوائز
عبد الله الشريف هو أول عربي فاز بجائرة «إيزرس أوورد» في ديسمبر/كانون الأول 2015، التي تمنح من مجلس الشورى السويسري كجائزة للفن الحقوقي الهادف عن قصيدته «عصفور» والتي تجاوزت الستة ملايين مشاهدة على موقع «يوتيوب».
وتعد هذه هي الجائزة الرابعة للشريف، بعد شهادة تميز حصل عليه من إدارة المحرك البحثي الشهير جوجل وجائزتان من إدارة موقع يوتيوب.

## قصائد
قدم عدة قصائد منها:
- عصفور
- البرواز
- لما تكبر
- انتفض
- من قلب رابعة
- مكمل بسلمية
- تاجر دين
- نخبتهم
- خلاص
- عسكرينا
- قول ياريس
- قلنا لقطر
- ألش رخيص

## اعتقال شقيقيه
اعتقلت قوات الأمن المصرية شقيقي عبد الله الشريف يوم 24 مارس 2020، على خلفية نشره مقطع فيديو مُسرّب لأحد ضباط الجيش وهو يقوم بقتل وحرق والتمثيل بجثة شاب في منطقة شمال سيناء. وطالب نائب مدير قسم الشرق الأوسط وشمال أفريقيا في هيومن رايتس ووتش جو ستورك السلطات المصرية بالإفراج الفوري عن شقيقي «عبد الله الشريف» إذا لم يكن لديها سبب قانوني لاحتجازهما، داعيًا إياها إلى إنهاء نمط معاقبة عائلات المعارضين المقيمين في الخارج على أفعال أقاربهم. وفي 10 نوفمبر 2022 قال عبد الشريف عبر حسابه في موقع «تويتر» إن قوات الأمن اعتقلت أخاه بعد زيارة والدته وأخته إليه.

## اعتقال والده
قال عبد الله الشريف في 7 نوفمبر 2022 على حسابه في موقع «تويتر» إن قوات الأمن اعتقلت والده «محمد الشريف»، فيما نفى مصدر أمني الخبر وقال أنه تم استدعاء والد الشريف لفحص تحويلات مالية واردة إليه من الخارج والتنبيه عليه بإحضار المستندات اللازمة، مشيرََا إلى أنه تم صرفه لاحقاََ.

## أحكام قضائية
قال عبد الله الشريف يوم الخميس 14 مايو 2020، إن محكمة مصرية حكمت عليه بالسجن المؤبد بتهمة «إفشاء أسرار عسكرية» وذلك بعد نشره مقطع فيديو يصور أحد ضباط الجيش وهو يُنكّل بجثة أحد القتلى في سيناء.
كما أضاف الشريف، إن الحكم صدر بشكل «مريب جدًا» في أبريل الماضي، وبتعتيم مقصود، ولم يتم نشره ولم يتم إعلامه به، إما بهدف ترك المجال أمامه للتنقل بين عدة دول ثم القبض عليه وجلبه إلى مصر عن طريق «الإنتربول»، أو ترهيب المجندين في الجيش المصري الذين قد يرسلون مقاطع فيديو توثق أي انتهاكات.
قضت محكمة الأمور المستعجلة بالقاهرة، الثلاثاء 24 نوفمبر 2020، بالتحفظ على أموال 285 شخصََا قالت إنهم ينتمون إلى جماعة الإخوان المسلمين المصنفة كـ«كيان إرهابي» في مصر، وذلك استجابة لطلب قدمته لجنة حصر وإدارة أموال «جماعة الإخوان المسلمين» (لجنة حكومية)، وتضم هذه القائمة إعلاميون معارضون بالخارج مثل عبد الله الشريف، ومعتز مطر، وهشام عبد الحميد، ومحمد ناصر وغيرهم حسب ما نقلته وسائل إعلام.

## روابط خارجية
- قناة برنامج الشاب أشرف علي يوتيوب
- الشاب أشرف في مهمة مستحيلة - إبداع الإحتجاج على يوتيوب - قناة الجزيرة.